# George Aaron
George Aaron, pseudonimo di Giorgio Aldighieri (Vicenza, 20 settembre 1963), è un cantante italiano.

## Biografia
Appartenente alla nobile famiglia degli Aldighieri di Parma, George negli anni ottanta ha venduto milioni di dischi nel mondo, ed ha partecipato a diversi show televisivi sia in Italia che all'estero. 
I suoi pezzi più famosi di quel periodo sono Somebody (con i Video) e She's a devil, appartenenti al genere dance. 
Oltre che in Italia, è noto nei paesi nordici, nei Paesi Bassi, Belgio, Germania, Polonia, Finlandia, Messico, Argentina, nella costa ovest degli USA, in Russia ed in Romania. 
Dopo essersi ritirato per tutti gli anni '90 dalla scena musicale internazionale, nel 2001 ha ricominciato la sua carriera artistica, con una serie di esibizioni presso alcuni show organizzati in diverse città europee. 
Nel 2005 ha pubblicato Heaven, un nuovo brano dance scritto con Mario Percali. 
Nell'ottobre del 2006 ha partecipato al 80 Festival di Padova dove ha cantato dinnanzi ad oltre 10.000 persone affiancando sul palcoscenico Paul Antony Young, Tony Hadley ed altri importanti artisti della musica anni '80. 
Nel 2008, 2009 e 2011 ha partecipato a diverse tappe del Festivalshow. 
Dopo un lungo tour estivo conclusosi a Stompwijk, nei Paesi Bassi, nel settembre 2009 ha inciso, presso uno studio di registrazione de L'Aia, il singolo Fear, pubblicato poi il 21 dicembre anche in edizione limitata per collezionisti in vinile color oro e blu. 
Nel 2011 è stato in tour in Messico e ha pubblicato il singolo World is out/Russian Ladies, uscito il 12 ottobre. Nell'anno successivo ha poi ripresentato il singolo I'll never fly (until you don't love me)/Nothin Ville, il secondo brano scritto da George con Bobby Solo nel 1984 e inciso allora dal DJ fiorentino Grecos. 
Nell'ottobre 2012 ha iniziato una collaborazione con il DJ e musicista vicentino Pierluigi Cerin, pubblicando in seguito From George in Vicenza, album che contiene i singoli Love is, cantato in coppia con Tiziana Rivale, Iza, Iubesc amor e una versione house della canzone Cuore matto, dedicata all'amico Little Tony, tutti accompagnati dai video promozionali.
Dopo un nuovo tour italiano e la partecipazione al Little Tony Memorial di Montebelluna e Valdobbiadene del 13 e 14 settembre 2013, George è stato nuovamente protagonista di una tournée in Messico, e di un concerto tenutosi nel dicembre dello stesso anno ad Atene. 
Nel 2014 è stato ancora a Valdobbiadene, ospite di uno show organizzato dall'amico Roberto Valerio, che ha anticipato un nuovo tour nel quale George, oltre ai propri successi, ha riproposto molti brani classici dei massimi interpreti del passato, come Elvis Presley Frank Sinatra e moltissimi altri. 
Successivamente ha partecipato al Patrick Miller Festival di Città del Messico dinnanzi ad oltre 25.000 fans, dove ha presentato il nuovo singolo A Star in the Sky, uscito nel dicembre 2016. 
Nel 2017 ha inciso  Russian Ladies' 'cantata in duetto con Bobby Solo. 
Nel 2018 sono stati pubblicati dall'etichetta discografica  Azzurra Music tre nuovi album:George Aaron Greatest Hits & More che raccoglie i successi di George, e George Aaron sings Elvis Presley con George Aaron sings George Michael, due album tributo per ricordare gli artisti che più hanno influenzato la sua carriera.
Insieme a Carlo Zannetti  (co-compositore e paroliere), ha scritto e cantato la canzone Un Amore nel Cuore, pubblicata nell'aprile 2024 da Videoradio. 

### Vita privata
È laureato in psicologia ed è imprenditore, noto esperto di trasporto internazionale, docente di corsi per commerciali e consulente nei settori di riferimento. Dal dicembre del 2024 è membro del comitato scientifico di CONFIMI PD RO per l’attuazione del piano Industria 5.0 
È padre di Carlotta (nata nel 1996) e Nicolò Stefano (2001).

## Discografia

### Album
- 1983 - Memories on Mix
- 1997 - George Aaron Complete
- 2001 - The lost Album
- 2008 - George Aaron
- 2008 - Summer Collection 2008
- 2013 - One step further (compilation)
- 2013 - From George in Vicenza
- 2014 - Change (Q Disc)
- 2017 - George Aaron Greatest Hits & More (Azzurra Music)
- 2018 - George Aaron sings Elvis Presley (Azzurra Music)
- 2018 - George Aaron sings George Michael (Azzurra Music)

### Singoli
- 1984 - She's A Devil
- 1985 - Just For You
- 1986 - New Sensations
- 1988 - I Heard It Through The Grapevine
- 1989 - Twist In My Sobriety
- 2003 - Don't Ask me why
- 2003 - Hot Love
- 2003 - Hot Love (with Den Harrow)
- 2005 - Silly Reason
- 2007 - Heaven
- 2009 - Fear
- 2011 - World is Out
- 2011 - Russian Ladies
- 2012 - Love is In (feat Tiziana Rivale)
- 2012 - I'll never fly
- 2012 - NothingVille is a Town
- 2013 - Iza
- 2013 - Cuore Matto remix
- 2013 - Russian Ladies  (radio mix)
- 2013 - Never cry for love
- 2013 - Iubesc, Amor
- 2013 - Somebody Rewind
- 2013 - Fever (mambo dance)
- 2014 - Love is in the air (house mix)
- 2014 - Love is in the air (Giorgio's Mix)
- 2014 - Change (Q Disc Vinyl)
- 2016 - A star in tbe Sky
- 2016 - White Christmas
- 2016 - If I get home on Christmas day
- 2017 - Love is in the Air (Mafo Mix)
- 2017 - Russian Ladies  (duet with Bobby Solo)
- 2017 - Love is in - remix (duet with Tiziana Rivale)
- 2018 - Can Delight (duet with Ryan Paris) (Zyx Music)
- 2018 - Somebody (new release with Victor Ark) (AMD)
- 2018 - Twist in my sobriety (new version)
- 2018 - Una Lacrima Sul Viso (with orchestra)
- 2018 - Somebody (new edit)
- 2019 - Stand for Your Life
- 2019 - Walk a Mile
- 2019 - Russian Ladies HNRG
- 2019 - Lovely Fantasy
- 2020 - Can Delight (Remix) duet with Ryan Paris
- 2020 - Russian Ladies (Remix) duet with Ryan Paris
- 2020 - Midnight love
- 2024 - Un Amore nel Cuore

### Partecipazioni a Singoli
- 1983 - Somebody (gruppo :Video)
- 1984 - Don't Stop (gruppo: Time)
- 1984 - Selling Song (gruppo: Time)
- 1984 - Silent Smiles (gruppo: Ram Band)
- 1986 - We are the Video (gruppo: Video)
- 1987 - Jesahell (gruppo TIME)
- 1987 - Robin Hood (William King) pseudonimo di George Aaron
- 2012 - The End con Andrea DP dj
- 2015 - Let it be me con Angelo Seretti